# 跨社区劳工替代
跨社区劳工替代（英語：Cross-Community Labour Alternative，缩写为CCLA）是英国北爱尔兰的一个小型生态社会主义政党，成立于2016年北爱尔兰议会选举前夕。该党由社会党发起创建。该党的领袖是欧文·麦克拉肯。该党的总部位于贝尔法斯特阿瓦大道25号。